# إميل يلينك
إميل يلينك (بالألمانية: Emil Jellinek)‏ (و. 1853 – 1918 م) هو رائد أعمال، ودبلوماسي نمساوي، ولد في لايبزيغ، توفي في جنيف، عن عمر يناهز 65 عاماً.